# لعبة محشوة

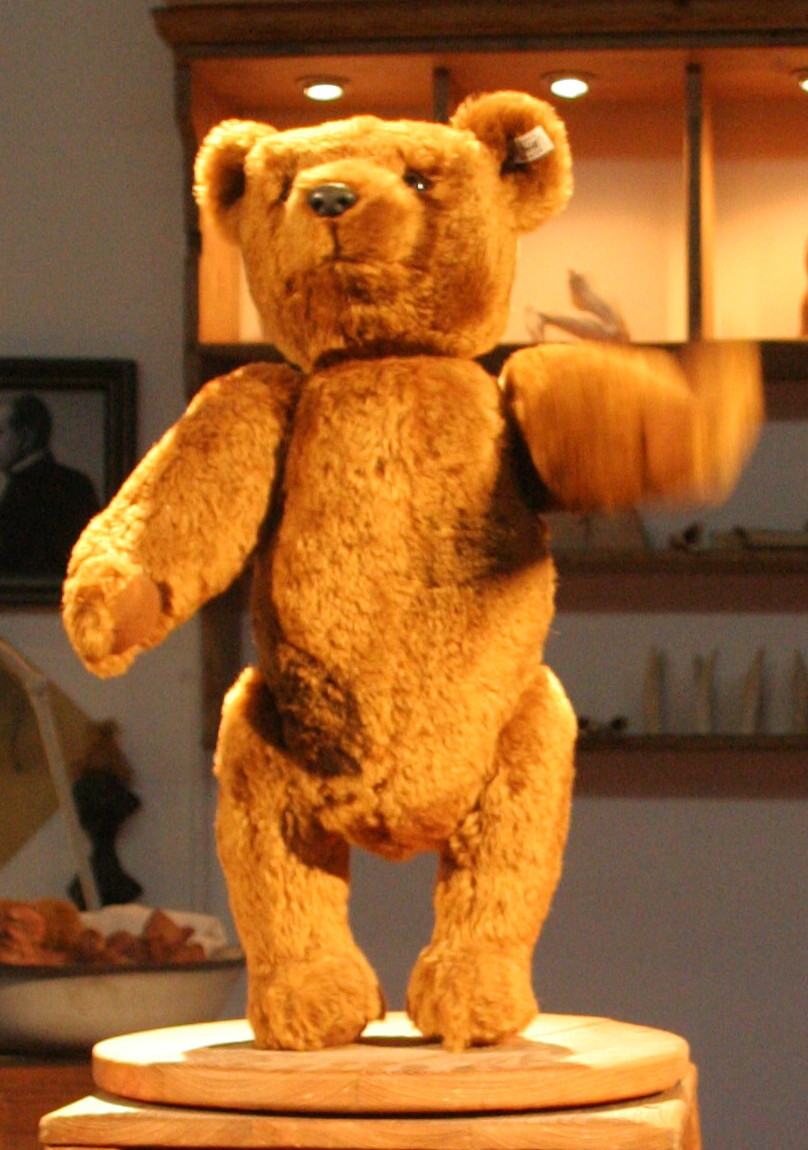
لعبة محشوة من عام 1903

اللعبة المحشوة (بالإنجليزية: Stuffed toy)‏ هي لعبة مخيطة من نسيج، ومحشوة بمادة لينة، وتشمل المنسوجات المستخدمة عادة القماش العادي، ومواد الحشو الشائعة هي الألياف الاصطناعية، القطن، القش، الصوف الخشبي، البلاستيك. وتصنع اللعب المحشوة في أشكال مختلفة كثيرة، وغالبا ما تشبه الحيوانات، والمخلوقات الأسطورية، والشخصيات الكرتونية أو الأجسام الجامدة. وغالبا ما تستخدم كأشياء الراحة، للعرض أو الشراء وتعطى كهدايا، مثل التخرج، أو في عيد الحب أو أعياد الميلاد.

## التاريخ

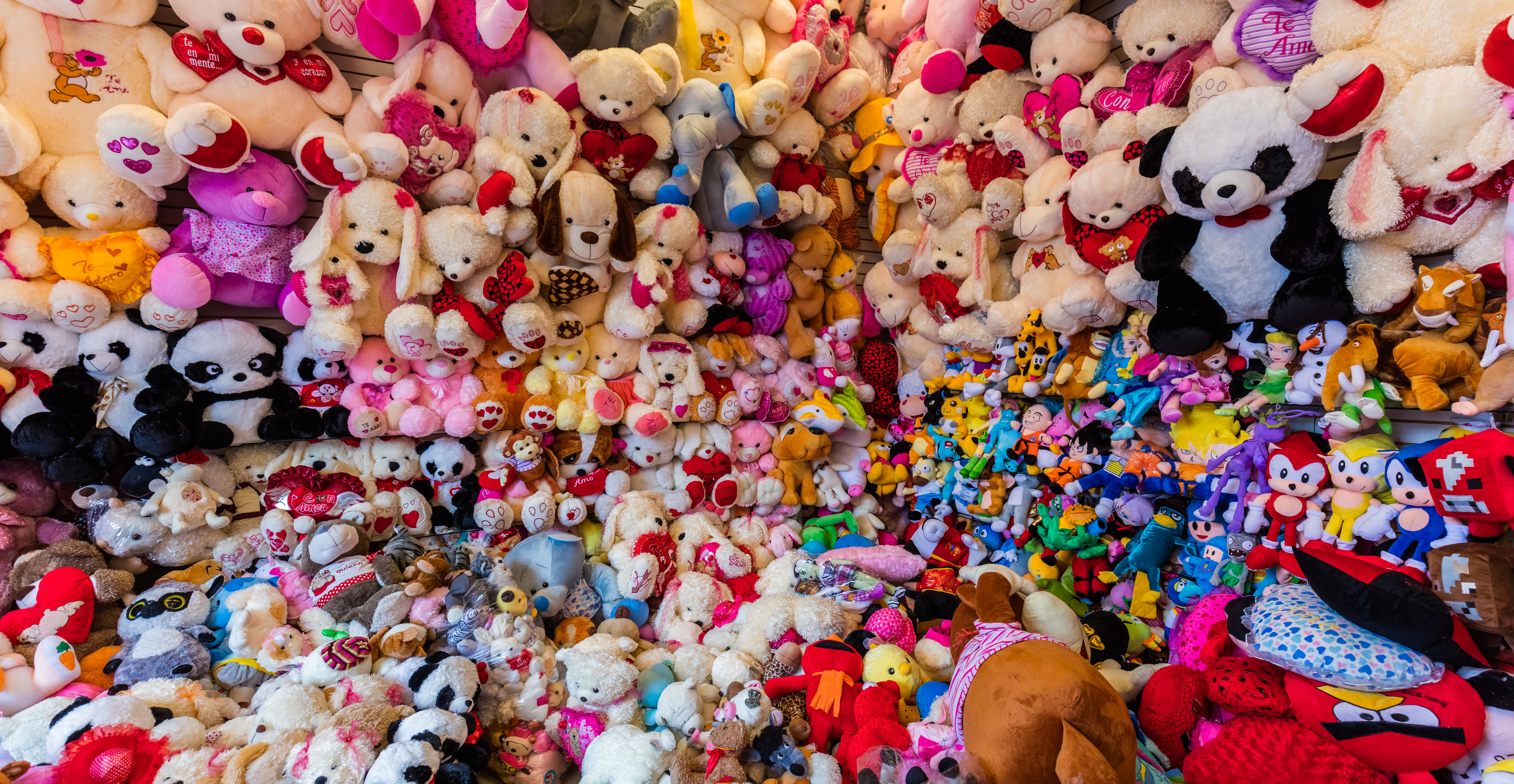
متجر للعب المحشوة، ليما، بيرو

كان أول اهتمام تجاري لإنشاء ألعاب محشوة لشركة ستيف الألمانية في عام 1880. وقد استخدمت التكنولوجيا الجديدة التي طُورت للتنجيد لجعل لعبهم محشوة. في عام 1892، أصبحت إيثاكا كيتي واحدة من أول الألعاب المحشوة ذات الإنتاج الضخم في الولايات المتحدة. في عام 1903 قام ريتشارد ستيف بتصميم الدب الناعم الذي يختلف عن الدمى التقليدية السابقة، لأنه مصنوع من قماش فخم. وفي الوقت نفسه في الولايات المتحدة الأمريكية، أنشأ موريس ميشتوم أول دمية دب، بعد أن استوحى من رسم تيودور «تيدي» روزفلت مع الدببة. كانت شخصية بيتر رابت من الكاتب الإنجليزي بياتريكس بوتر هي أول لعبة محشوة على براءة اختراع، في عام 1903.